# Panellinio Arma Politon
Die Panellinio Arma Politon (griechisch Πανελλήνιο Άρμα Πολιτών deutsch: Panhellenischer Streitwagen der Bürger) ist eine griechische sozialdemokratische Partei.
Die Partei wurde im April 2011 von den Parlamentsabgeordneten Giannis Dimaras und Vasilis Ikonomou gegründet, die als Abgeordnete der damaligen Regierungspartei PASOK entgegen der Parteilinie nicht für das Sparpaket gestimmt hatten und deshalb aus der Fraktion der PASOK ausgeschlossen worden waren.
Ziele der Partei sind:
- die nationale Unabhängigkeit Griechenlands
- Volkssouveränität
- soziale Gerechtigkeit
- Volkssolidarität

Im Oktober 2011 gründete Vasilis Ikonomou eine eigene politische Bewegung mit dem Namen Eleftheri Polites (Freie Bürger).